# Dittico di Maarten Nieuwenhove
Il Dittico di Maarten Nieuwenhove è un  dipinto a olio su tavola del pittore primitivo fiammingo Hans Memling, realizzato nel 1487 e conservato nell'Ospedale di San Giovanni a Bruges in Belgio.

## Storia
Commissionato da Maarten van Nieuwenhove nel 1487 per l'ospedale San Giuliano a Bruges, passò all'ospedale di San Giovanni nel 1815 in seguito alle soppressioni e riordino delle strutture assistenziali. Da qui entrò a far parte del suo museo.

## Descrizione

### Pannello di destra: Maarten van Nieuwenhove
Maarten van Nieuwenhove fece eseguire questo dittico di devozione privata nel 1487, quando aveva solo 23 anni. Proveniente da un'influente famiglia di Bruges , i cui numerosi membri ebbero un ruolo attivo nel consiglio comunale di Bruges, indubbiamente intravedeva con una certa sicurezza la carriera politica che le sue origini gli consentivano. 
Maarten van Nieuwenhove è raffigurato inginocchiato, con le mani giunte, mentre prega davanti a una Bibbia aperta. È vestito con un cappotto di velluto viola che indossa vicino al corpo, sul quale indossa un indumento color prugna bordato di nero. Questi vestiti testimoniano il suo rango e il suo alto status sociale. Porta un anello all'indice e guarda dritto davanti a sé, adorando la Vergine.
La stanza in cui si trova è rivestita da pannelli di legno e illuminata da due grandi finestre. Nella vetrata in alto a destra, è rappresentato San Martino a cavallo, patrono di Maarten van Nieuwenhove, in una scena di carità cristiana. Nella mano destra tiene una spada con la quale taglia metà del suo mantello per darlo a un mendicante. La finestra aperta offre una vista sul Minnewater, lac des amoureux (dall'etimologia popolare), che si trova a Bruges.

### Pannello sinistro: La Madonna col Bambino
Memling rappresenta una Madonna col Bambino in abito regale. Indossa un diadema sulla fronte, tempestata di perle e pietre preziose a forma di stella. La scollatura del suo abito blu reale è ornata di broccato intarsiato di pietre preziose e perle e ricamato con filo d'oro. Sopra la sua veste, la Vergine indossa un mantello rosso che le copre le spalle.
Con la mano destra la Vergine tiene il Bambino Gesù, seduto su un cuscino ricamato, mentre con la mano sinistra gli presenta una mela, simbolo del frutto proibito nel Giardino dell'Eden e del peccato originale commesso da Adamo ed Eva. Il simbolismo dietro questa rappresentazione sta nel fatto che Cristo, come il "nuovo Adamo", redimerà i peccati dell'umanità.
La vergine è seduta nella stessa stanza di Maarten van Nieuwenhove la cui decorazione è tipica di un interno fiammingo del XV secolo. Hans Memling materializza questa unità di luogo attraverso diversi elementi che si ritrovano nei due pannelli del dittico. Il pavimento della stanza è ricoperto, su entrambi i lati, da un tappeto orientale. Il libro di preghiere aperto davanti a van Nieuwenhove è posto all'estremità del manto rosso della Vergine. Infine, lo specchio convesso rappresentato alle spalle della Vergine, nel pannello di sinistra, riflette un'immagine delle due figure affiancate.
La Vergine volge anche le spalle a due grandi finestre aperte su un paesaggio campeste. La finestra di destra è sormontata da due vetrate. Sulla sinistra possiamo vedere San Giorgio a cavallo che uccide un drago, la cui impresa porta gli abitanti della città circostante a convertirsi al cristianesimo . La finestra di sinistra è dominata da un'unica grande vetrata a forma di semicerchio. Al centro di questa vetrata, sono rappresentati gli stemmi della famiglia Van Nieuwenhove che sono: «Azzurro con tre amici d'oro il capo spezzato con un giglio nel primo cantone con una conchiglia d'argento in una punta, e recante per timbro un leopardo che emette argento tra un volo.». Il motto dello sponsor «Il y a cause» (in francese) è scritto sotto. Tradizionalmente, lo stemma del donatore era dipinto sul retro del dipinto, ma chiedendo che appaia sul dipinto van Nieuwenhove probabilmente cercò di affermare la sua identità in modo più evidente. Intorno allo scudo viene riprodotta quattro volte una scena: una mano che scende da una nuvola per piantare semi d'oro. Questa scena si riferisce al cognome Nieuwenhove che significa «nuovo giardino» in francese.

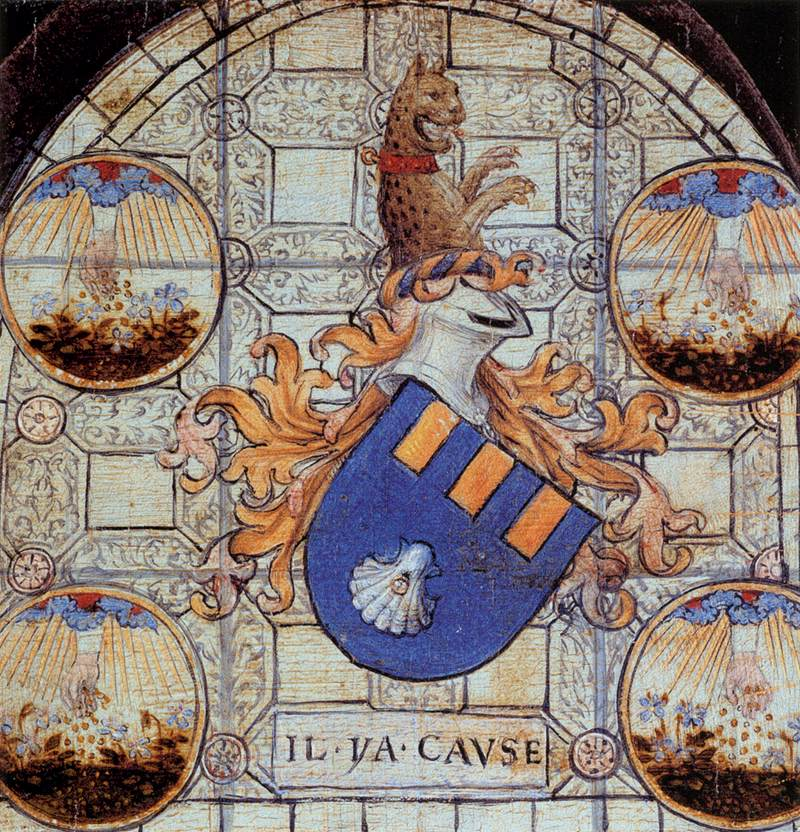
Stemma di Van Nieuwenhove
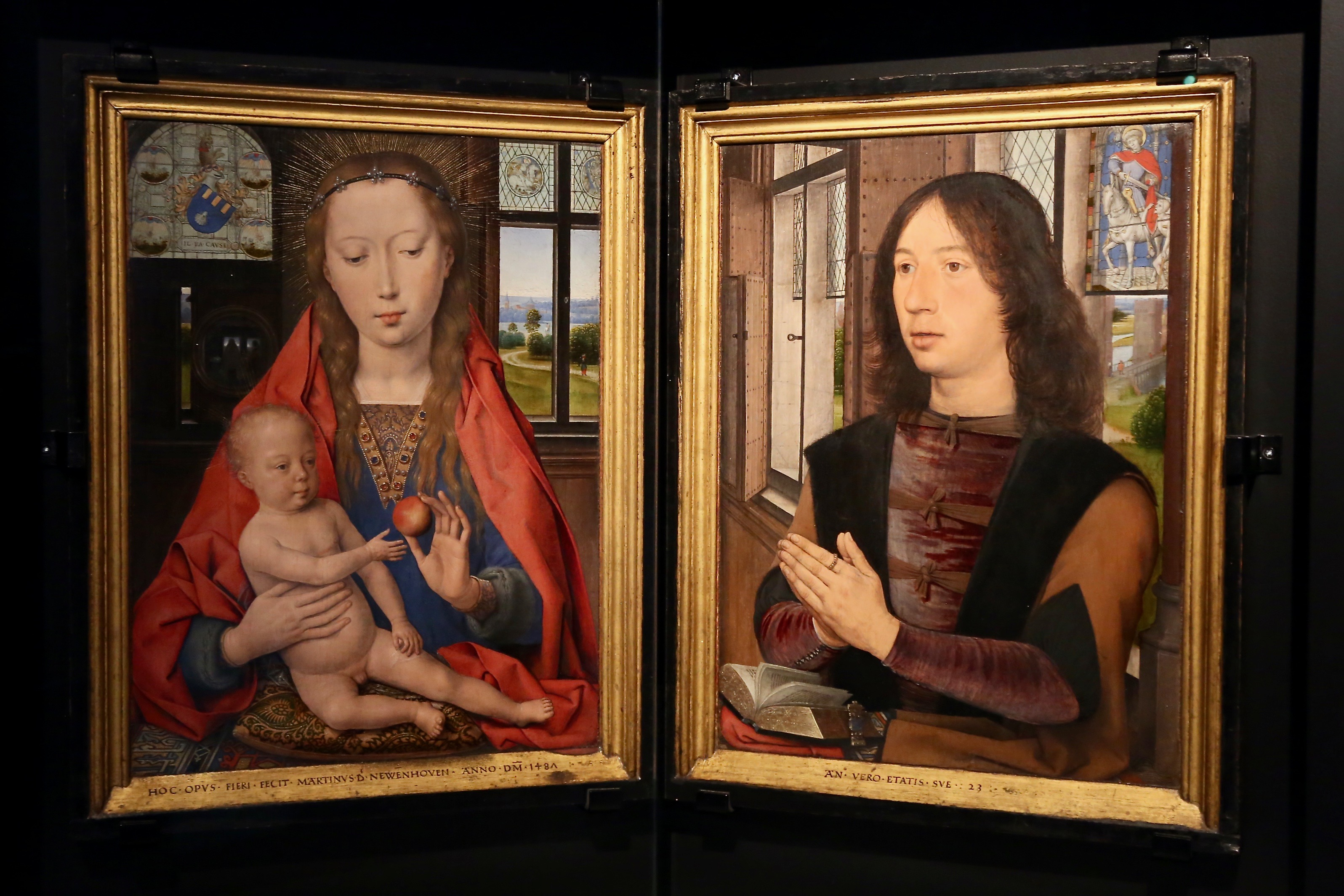
Esposizione del dittico con i due pannelli inclinati
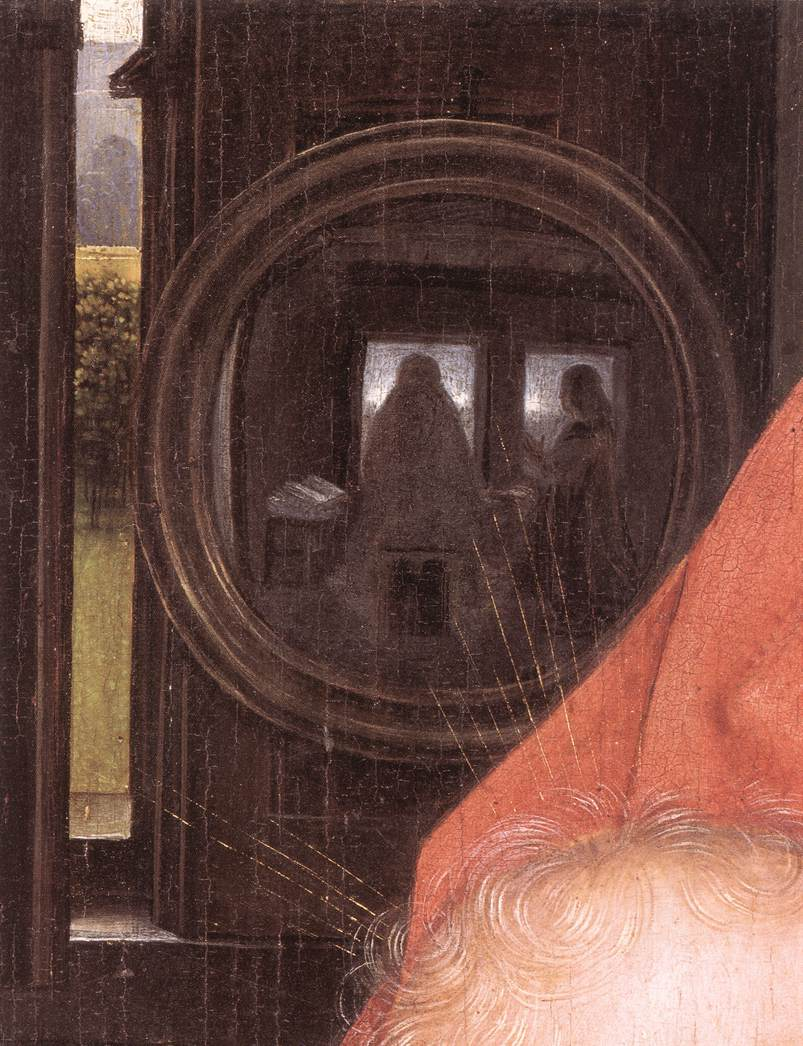
Lo specchio dietro la Vergine

## Stile
Ciò che contraddistingue questo dittico, non solo nell'opera di Memling, ma nella pittura dei primitivi fiamminghi, è il rapporto spaziale tra il donatore e la Vergine, per il quale Memling utilizzò una griglia visibile ad occhio nudo sull'anta del donatore. Questa griglia non viene utilizzata per tracciare le linee di fuga da una prospettiva frontale, comune nella pittura fiorentina. Memling ha cercato un effetto prospettico coeso, raggiungendo un equilibrio visivo tra le persiane che mostrano parti della stanza poste l'una rispetto all'altra con un angolo di 135 ° a 90 °. A questo livello gioca un ruolo determinante il riflesso dello specchio convesso alla sinistra della Vergine. Essa mostra precisamente qual è il rapporto spaziale tra il donatore e la Vergine (gli appare di profilo) e tra lo spettatore e la Vergine (la vede di fronte), mentre rivela le parti invisibili dell'opera. 
L'illuminazione realistica, il rapporto di valori e la resa delle trame consentiti dalla pittura ad olio hanno contribuito a produrre l'illusione del reale, inaccessibile agli italiani che lavoravano a tempera e rimanevano attaccati alla vista di profilo, bidimensionale e più ieratica

### Esplicative
1. ↑  Maarten van Nieuwenhove è nato a Bruges su11 novembre 1463. Appartiene a una famiglia di ricchi mercanti e notabili che ricoprì importanti incarichi nel governo della città di Bruges e alla corte di Borgogna. Cinque anni dopo la realizzazione di questo ritratto, Maarten divenne consigliere comunale nel 1492, poi capo nel 1495 e infine sindaco di Bruges nel 1498. Morì il 16 agosto 1500, all'età di 36 anni. J. Gaillard, p. 95 .
2. ↑  Dall'iscrizione sul ritratto: "  HOC OPUS FIERI FECIT MARTINUS DE NEWENHOVEN ANNO DM 1487 - ANO VERO ETATIS SUE 23. "
3. ↑  Diversi van Nieuwenhove compaiono nell'elenco dei Borgomastri di Bruges . Suo fratello maggiore Jan era già membro del consiglio comunale di Bruges. Ma dopo la sconfitta di Massimiliano d'Austria a Bethune davanti all'esercito della coalizione artigiani della città, presunto filo-austriaco, fu torturato nella piazza principale di Bruges il 15 febbraio 1488 e, pochi giorni dopo, decapitato in pubblico con altri membri del consiglio. Marteen Van Nieuwenhove attese fino al 1492, anno della vittoria di Massimiliano sul separatismo corporativo di Bruges, per assumere la funzione di sindaco dal 1497 (fonte: Till-Holger Borchert, "I ritratti di Memling").

### Bibliografiche
1. 1 2  (EN) Anne van Buren, Bernhard Ridderbos, Henk van Veen, Hans Memling: the diptych of Maarten van Nieuwenhove, in Early Netherlandish Paintings: rediscovery, Reception and Research, Amsterdam University Press, 2005,  p. 144.
2. ↑  Jacques-Paul Migne, p. 54.